# 西遊記 (動畫)
《西游记》，是1990年代中国中央电视台动画部出品的一部电视动画，于1996年春节期间试播，1999年7月23日在中央电视台《大风车》栏目首播。该部动画片由中央电视台动画部、中国国际电视总公司火炬动画分公司及辉煌动画公司联合制作（第8集至52集），前七集主要由深圳日中天动画艺术有限公司（第1,2,4,6,7集）、北京科学教育电影制片厂动画车间（第3集）、红叶广告公司（第2,3集）和辉煌动画公司（第5集）等单位协作。故事由《西游记》原著改编，共52集，每集长约22分钟，全长1114分钟。

## 制作
《西游记》系列动画片是央视动画部在1990年代重点筹备、制作和推出的大型项目，首次完整地将《西游记》故事搬上了动画片屏幕。该片于1992年开始筹备，历时6年耗资近3000万人民币，动画制作和电脑技术人员近两千人参与制作设计。该片在艺术上重视质量，精心制作，既保持了原著的风格和精髓，又在局部情节上作了删改和丰富，使它成为一部从现代审美要求出发又完美体现中国古典名著风貌的影视精品。在制作工艺上，该片改变了过去的传统方法，采用世界先进的电脑动画软件和工作站进行二维电脑辅助制作，并引进非线性电脑编辑系统进行组接加工。在音响方面，采用了国际先进的8声道数码录音技术。因此，在画面和音响的技术质量上均达到了国际一流水平。
其中第六集的样片在1995年底制作完成，1996年1月9日，中央台台长杨伟光、赵化勇等领导审看了这部样片，并在1996年春节期间在中央电视台试播。另据中央电视台《焦点访谈》栏目在1996年下半年对央视动画部主任梁晓涛的采访，前7集于1996年底初步制作完成，并原计划在1997年春节前后试播，不过由于种种原因未能如期播出，直到1997年5月27日，中央台领导审看了前7集的内容，并提出「进一步突出动画特点，着力突出孙悟空等人物形象，完善动作设计」等指导意见。因此，之前试播的第六集样片形象未被正式采纳，前七集的动画在1997至1998年间进行了重制。
1999年6月底，全集制作完毕，正式版于1999年7月23日在中央电视台《大风车》栏目首播。此后，该动画片在中央电视台《动画城》《大风车》等栏目多次重播，获得极高收视率，是90年代国产动画代表作之一。

### 前七集
《西游记》动画片的前七集（有时根据片头曲歌词被称作「风雨雷鸣版」），主要由深圳日中天动画艺术有限公司（第1,2,4,6,7集）、北京科学教育电影制片厂动画车间（第3集）、红叶广告公司（第2,3集）和辉煌动画公司（第5集）等单位协作。其中，第六集《难逃佛掌心》在1996年春节期间试播，试播的版本与后来正式发行的日中天制作的版本有很大不同，且制作更为精湛，目前尚未发现更多的关于制作团队的资料。
- 总监制：杨伟光、赵化勇
- 出品人：粱晓涛、李小健

《西游记》系列动画在1995年底完成的试播片中孙悟空的形象

- 编剧：凌纾（第1-4集）、王大为（第5-7集）
- 剧本统筹：张松林
- 总导演组成员：李剑平、陈家奇、耿少波、蔡志军、李捷
- 造型总设计：陈家奇、何冉浩
- 场景总设计：耿少波、张见君、马守宏、武立杰
- 后期导演：陈晓莱
- 音乐编辑：方兵
- MIDI拟音：安平 动效：连仲、连志
- 音乐录音：粱柏强 录音合成：刘勇、任民辉
- 主题歌作词：王健 主题歌作曲：安平 主题歌演唱：孙国庆（详见#音乐段落）
- 后期助理：艾明
- 主要配音演员：张涵予、李立宏 等 （详见#配音段落）
- 剧务：吴洪宝、张永生、姚娜（除第5集）
- 剧务：胡楠（第5集）
- 统筹：刘彦婷
- 制片主任：赵欣（除第5集）
- 制片：费明珍（第5集）

下面列出前7集每一集的具体制作人员及团队，几乎每一集都各不相同。
第1集 猴王出世
- 协助制作：深圳日中天动画艺术有限公司
- 台本设计：陈军
- 导演：孙哲
- 设计稿：马守宏、吴东平、尹逢春
- 原画：伍建辉、李希强、陈伟军、叶涛海、王经建、海涛
- 作监：李奕东、向铮、刘健
- 动画：王运栋、赵悦、胡胜、金军、于芳、曲浩
- 动画检查：刘宜静、曹舒文、周阔
- 绘景：尚友军、秦军、方超杰、邹刚
- 色指定：达莉娅、陈雪云
- 绘制：深圳日中天动画公司
- 统筹：齐玲、王海燕
- 总校：刘宜静、王晓娜、陈仲莲
- 摄影：罗良清、罗良泽、罗铭、邬凡
- 剪接：海虹
- 作曲：安平（详见#音乐段落）

第2集 龙宫取宝
- 协助制作：红叶广告公司
- 台本设计：浦稼祥
- 导演：经莉莉
- 设计稿：武立杰、刘双明
- 原画：母辉、孙屹、罗金、潘燕
- 修型：高伟、臧著军、徐岩、常久利
- 动画：张学收、于岳、王鲁山、刘见、王宁、杨细萍、亢连山、杨献红、孙卫兵、王章波、金大宇
- 动画检查：陈亚南
- 线检：任凯
- 总校：陈蓓、刘宜静、王晓娜
- 背景：武立杰、毛劲松、刘鸿良、黄维国、李初寒
- 色指定：达莉娅、朱桂英
- 绘制：深圳日中天动画公司
- 统筹：齐玲、王海燕
- 摄影：罗良清、邬凡、罗铭、罗良泽
- 剪接：海虹
- 作曲：方兵、阮昆生（第2-3集）（详见#音乐段落）

第3集 养马风波
- 协助制作：红叶广告公司
- 台本设计：刘左锋
- 导演：经莉莉
- 设计稿：戴福林
- 原画：赵俊宝、赵斌、张荣章、孙屹、李希强、冯辉、经莉莉、杨燕民
- 修型：臧著军、常久利、潘燕、刘宇翔、徐岩
- 动画：亢连山、乔永飞、王章波、曾大军、李兴君、白艳芬、金大宇
- 动画检查：陈亚南
- 线检：任凯
- 总校：陈蓓、刘宜静、王晓娜
- 背景：武立杰、黄维国、李初寒、刘鸿良、李大用
- 绘制拍摄：北京科学教育电影制片厂动画车间
- 剪接：海虹、张晓麟
- 作曲：方兵、阮昆生（第2-3集）（详见#音乐段落）

第4集 大鬧天宫
- 协助制作：深圳日中天动画艺术有限公司
- 台本设计：李剑平
- 导演：张见君、孙哲
- 设计稿：马守宏、张见君、刘高
- 原画：伍建辉、齐一鸣、乔林、张晓东、杨建伟、王浩强
- 作监：李莹、李刚、王晓倩
- 动画：王运栋、李娓秋、李秀芳、万里、李伟、朱灵芝
- 动画检查：刘宜静、曹舒文、周阔
- 绘景：雷鸣、尚友军、秦军、方超杰
- 色指定：达莉娅、朱桂英
- 绘制：深圳日中天动画公司
- 统筹：齐玲、鲁庆功
- 总校：刘宜静、何兰香、王蕊
- 摄影：罗良清、罗铭、罗良泽、邬凡
- 剪接：海虹
- 作曲：郭小笛（第4集）（详见#音乐段落）

第5集 大战二郎神
- 协助制作：辉煌动画公司
- 台本设计：阎善春
- 导演：潘积耀
- 设计稿：王立平
- 绘景：金辉、王立新
- 原画：冯权、刘燕群、张辰西、陆涛、黄晓、陈捷、王丹春、朱松涛、马洪亮、黄晓丹
- 动画：蔡行军、夏之、张清风、白如慧、余应芝、张涛、徐媛、朱进、钟海、刘荣、沈莉、何媛、孔翔飞
- 作监：郭吉、张小圆、周烨
- 描上：顾文琴、孙梅华
- 校对：钱佩钦
- 剪接：李剑平
- 作曲：方兵、阮昆生（第5-7集）（详见#音乐段落）

第6集 难逃佛掌心
第7集 难逃佛掌心（续）
- 协助制作：深圳日中天动画艺术有限公司
- 台本设计：陈军
- 导演：孙哲、张东
- 造型设计：陈军
- 设计稿：马守宏、陈军
- 原画：张文辉、张国、黎东泰、覃志杰、王斌、张思东
- 作监：段梅英、粱永坚、王斌
- 动画：黄旭峰、汤朝红、张耀、何志强、邓尤敏、黄梅冬
- 动画检查：刘宜静、曹舒文、周阔
- 绘景：陈彦、尚友军、邹刚
- 色指定：达莉娅、陈雪云
- 绘制：深圳日中天动画公司
- 统筹：朱永艳、吴国强
- 总校：刘宜静、陈仲莲、王晓娜
- 摄影：罗良清、罗铭、罗良泽、邬凡
- 剪接：蔡志军
- 作曲：方兵、阮昆生（第5-7集）（详见#音乐段落）

### 第八至五十二集
从第八集开始，央视动画部的火炬动画和辉煌动画公司为主要制作单位。1996年7月，中央电视台动画部的二维动画机房投入生产，于是《西游记》动画的后半部分，其制作方式从原本的人工手绘，开始转向采用电脑动画软件和工作站进行二维电脑辅助制作，并引进非线性电脑编辑系统进行组接加工。因此，后半部分的动画形象与前七集正式发行的「风火雷鸣」版有很大差异。
- 第8集 师徒喜相逢
- 第9集 智收白龙马
- 第10集 恶僧盗袈裟
- 第11集 制服黑熊妖
- 第12集 猪八戒拜师
- 第13集 险走黄风岭
- 第14集 流沙河收徒
- 第15集 偷吃人参果
- 第16集 观音救仙树
- 第17集 三打白骨精
- 第18集 误入波月洞
- 第19集 唐僧变老虎
- 第20集 八戒请悟空
- 第21集 平顶山遇险
- 第22集 莲花洞降妖
- 第23集 老国王托梦
- 第24集 乌鸡国除妖
- 第25集 悟空遇圣婴
- 第26集 收伏红孩儿
- 第27集 车迟国比武
- 第28集 大圣除三妖
- 第29集 夜阻通天河
- 第30集 苦斗独角怪

- 第31集 女儿国奇遇
- 第32集 琵琶洞逼婚
- 第33集 真假孙悟空
- 第34集 佛祖识猕猴
- 第35集 被困火焰山
- 第36集 激战牛魔王
- 第37集 火烧盘丝洞
- 第38集 消灭蜈蚣精
- 第39集 金光塔平冤
- 第40集 假西天遭难
- 第41集 弥勒收妖童
- 第42集 悟空成名医
- 第43集 巧取紫金铃
- 第44集 勇闯狮驼岭
- 第45集 大圣斗三魔
- 第46集 拯救比丘国
- 第47集 填平无底洞
- 第48集 糊涂老国王
- 第49集 大闹连环洞
- 第50集 天竺国招亲
- 第51集 嫦娥收玉兔
- 第52集 灵山取真经

## 音乐
前七集的原声音乐主要由作曲家安平制作，主题曲由词作家王健作词，孙国庆演唱。
从第八集开始，配乐由中央音乐学院作曲系教授黄蜀青作曲。而片头歌《猴哥》与片尾歌《一个师傅仨徒弟》（有时歌名也标注成《白龙马》）则由张藜和肖白作词作曲，张伟进、吸引力合唱组演唱。这两首主题歌流传甚广，获得广泛的好评。
| 曲序 | 曲目                     |      | 作曲   | 编曲   | 製作人 | 演唱         |
| ---- | ------------------------ | ---- | ------ | ------ | ------ | ------------ |
| 1.   | 猴哥（片头曲）           | 张藜 | 肖白   | 肖白   | 肖白   | 张伟进       |
| 2.   | 一个师傅仨徒弟（片尾曲） | 张藜 | 肖白   | 肖白   | 肖白   | 吸引力合唱组 |
| 3.   | 真英雄（前7集主题曲）    | 王健 | 安平   | 安平   | 安平   | 孙国庆       |
| 4.   | 配乐（第8集以后）        |      | 黄蜀青 | 黄蜀青 | 黄蜀青 |              |

## 配音
中央电视台（第1-7集）/ 上海电影译制厂（第8-52集）
配音演员
- 孙悟空：张涵予（第1-7集）、沈晓谦（第8集之后）
- 菩提祖师：党同义（第1-7集）
- 东海龙王、瘦御马监丞：李立宏（第1-7集）
- 东海龙后、观音菩萨、电母、红衣：廖菁（第1-7集）
- 玉帝：齐杰（第1-7集）
- 哪吒：王羊（第1-7集）
- 二郎神、阿难：张伟（第1-7集）
- 马天君：刘润成（第1-7集）
- 胖御马监丞、火德星君、顺风耳、鹦鹉：田二喜（第1-7集）
- 猴小妹、紫衣：纪元（第1-7集）
- 绿衣龙女：张璐（第1-7集）
- 其他：劳力、邵峰、刘新宇、韩童生、李林、毛毛头、瞿卫军、韩庭琦（第1-7集）

- 唐僧：乔榛
- 猪八戒：程玉珠
- 沙僧：刘风
- 白龙马：刘钦
- 如来佛祖：童自荣
- 观音菩萨：王建新
- 其他：白涛、丁建华、狄菲菲、姜玉玲、海帆、刘钦、孙渝烽、罗港生、王肖兵等

## 反响
动画系列片《西游记》在1999年7月23日起在中国中央电视台《大风车》栏目播出后，使《大风车》栏目一改收视率下行的态势，收视率逐步提高，不仅吸引了儿童观众，也吸引许多成年人观看。1999年12月，该片在中央电视台第七套重播，也提升了频道整体的收视率，儿童观众的平均收视率最高已达到1.89%。
在1999年的观众调查中，观众对《西游记》的隆重推出和央视对国产动画的重视给予好评，但也有批评意见，主要观点为该动画片缺乏新意、有好莱坞味道。
该片在第十八届大众电视金鹰奖评选中获 电视美术片 最佳奖。

## 节目变迁
| 重温经典频道 动画剧场 週一至週日 18:00-18:30 | 重温经典频道 动画剧场 週一至週日 18:00-18:30           | 重温经典频道 动画剧场 週一至週日 18:00-18:30 |
| -------------------------------------------- | ------------------------------------------------------ | -------------------------------------------- |
|                                              | 西游记 （2024.3.21 - 2024.5.11）                       |                                              |
| 大头儿子和小头爸爸 （2024.3.1 - 2024.3.20）  | 哪吒闹海 （2024.5.1 - 2024.5.1） 待定 （2024.5.12 - ） |                                              |